# Peratophyga grata
Peratophyga grata är en fjärilsart som beskrevs av Butler 1879. Peratophyga grata ingår i släktet Peratophyga och familjen mätare. Inga underarter finns listade i Catalogue of Life.